# Анания Сюнеци
Ана́ния Сюнеци́ (арм. Անանիա Սյունեցի, ок. 380—450, по другим данным умер в конце 470-х) — армянский богослов и церковный деятель, епископ Сюника. Более известен как Анания Таргманич (т.е. Переводчик, арм. Անանիա Թարգմանիչ). Представитель «золотого века» армянской литературы.

## Жизнь и деятельность
Был одним из учеников и соратников Месропа Маштоца. Примерно в 415 году был рукоположён в епископы Сюника католикосом Сааком Партевом. По словам Степаноса Орбеляна его правление «просветлило Сюнийский престол». Всячески помогал Месропу Маштоцу в его переводческой и проповеднической деятельности, участвовал в создании первых школ, способствовал созданию агванского алфавита. Участвовал в церковных соборах Шаапивана (444 год) и Арташата (449 год). На Арташатском соборе подписал направленное персидскому царю Йездигерду письмо, в списке епископов его имя упоминается первым. Некоторые сведения о деятельности Анании содержатся в «Житие Маштоца» Корюна и в «Истории Армении» Мовсеса Хоренаци.

## Сочинения
Анание Сюнеци приписывают авторство богословских трудов «Об Иоанне Крестителе» (арм. Յաղագս Յովհաննու Մկրտչի), «О таинстве пророка Ионы» (арм. Ի խորհուրդ Յովնանու մարգարէի), «О выполнении таинства апостолом Пётром» (арм. Ի խորհուրդ կատարմանն առաքելոյն Պետրոսի), а также переводы сочинений Филона Александрийского и Иринея Лионского.

### Издания трудов
- Б. Саргисян. Переводчик Анания и образцы его литературных трудов = Անանիա Թարգմանիչն և իւր գրական գործոց նմոյշներ. — Венеция, 1899.

«О таинстве пророка Ионы» Архивная копия от 8 марта 2016 на Wayback Machine (стр. 1—15)
«Об Иоанне Крестителе» Архивная копия от 8 марта 2016 на Wayback Machine (стр. 16—30)
- «О выполнении таинства апостолом Пётром» // Древнеармянская литература. Том I = Մատենագիրք հայոց. Ա հատոր. — Антилиас, Ливан, 2003. — С. 1145—1151.

Комментарии
1. ↑  Письмо было отправлено персидскому военачальнику Михрнерсеху.
2. ↑  А. Кёсеян датирует этот труд более поздним временем и наиболее вероятным автором считает Ананию Ширакаци. См. А. Г. Кёсеян. Произведение «О таинстве пророка Ионы» и его автор // Журнал «Эчмиадзин». — 1981. — № 9. — С. 45—52. Архивировано 8 февраля 2015 года.